# Iglesia Kidane Mehret (Jerusalén)
La iglesia Kidane Mehret (ኪዳነ ምሕረት) en Jerusalén es parte del monasterio Debre Genet (ደብረ ገነት), nombre que quiere decir "monasterio del paraíso"). El monasterio y su iglesia pertenecen a la Iglesia ortodoxa etíope.

## "Kidane Mehret"

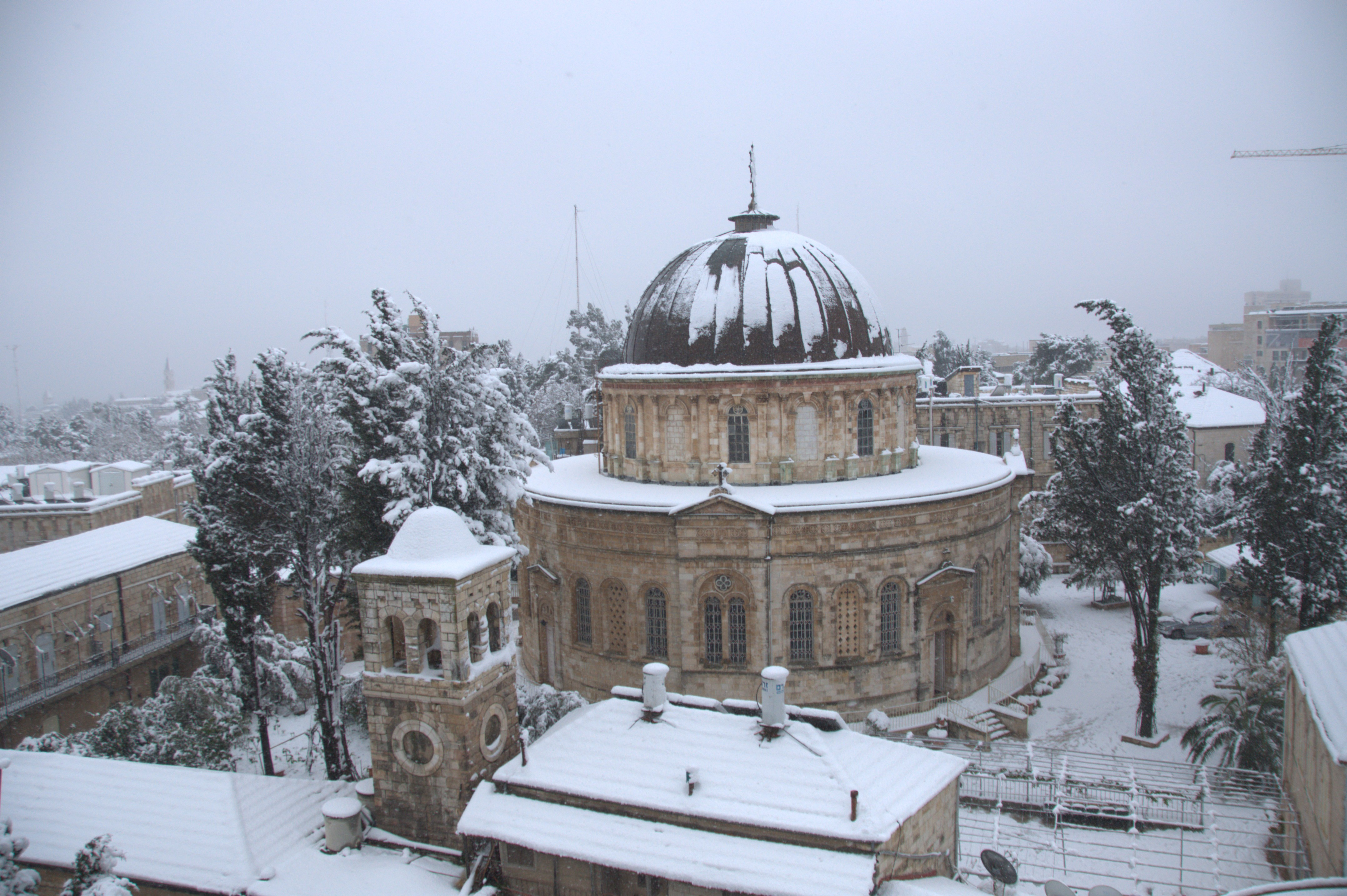
Vista del templo en invierno

"Kidane Mehret" (ኪዳነ ምሕረት) quiere decir "pacto de la misericordia" y se refiere a la promesa que, según la tradición etíope, Jesús hizo a su madre, que él perdonaría los pecados a los que se pusieran bajo la protección de ella.
La fiesta de Nuestra Señora del Pacto de la Misericordia se celebra el día 16 del mes etíope de yekatit, que corresponde al 24 de febrero del calendario gregoriano, mas al día 25 de febrero en los años bisiestos, dado que el calendario etíope inserta el día extra en lo que para el calendario gregoriano es el anterior mes de septiembre.

## Historia

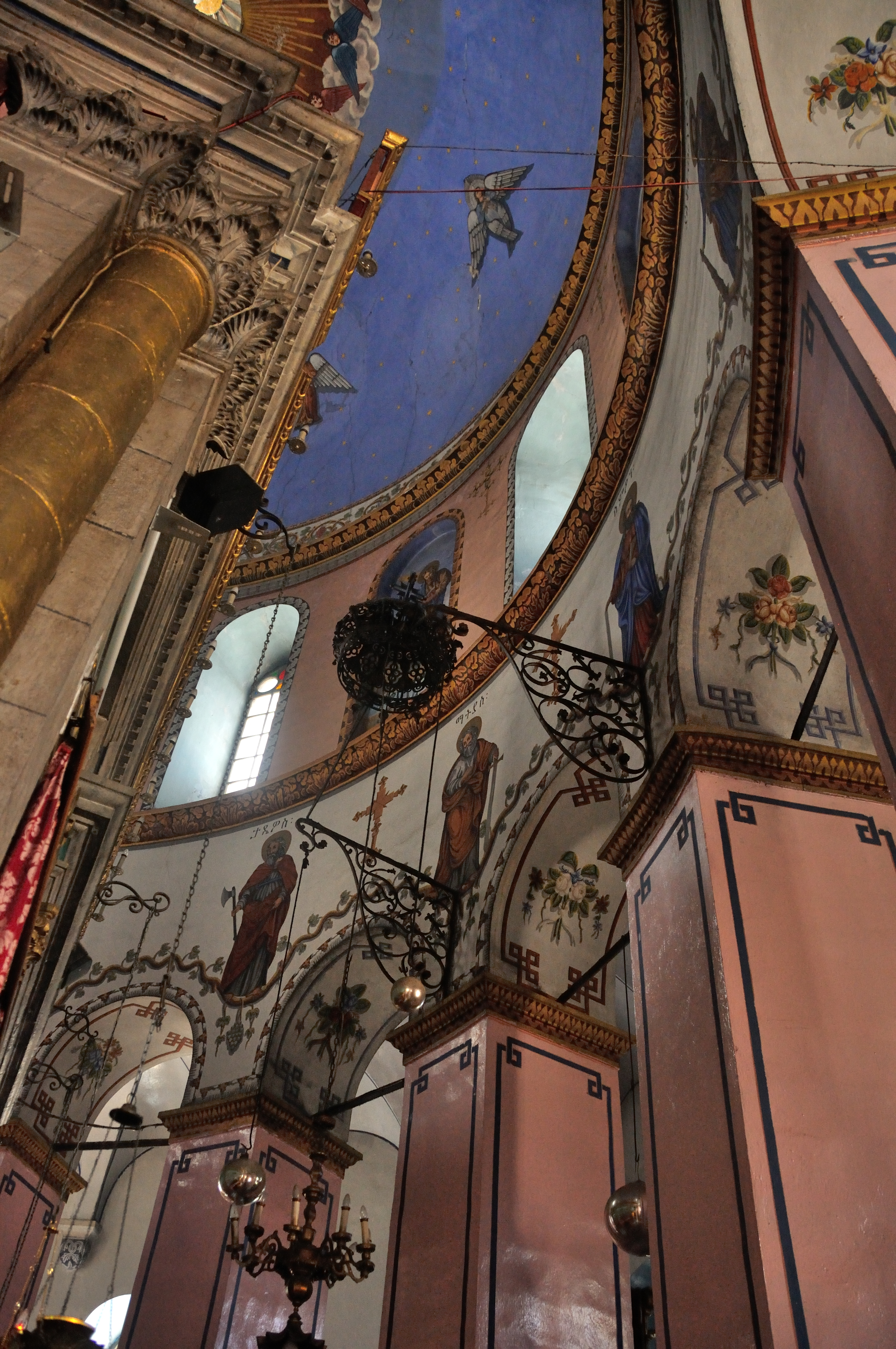
Interior de la iglesia de Kidane Mehret

Con botín de guerra conquistado en su lucha contra el Jedivato de Egipto, el emperador Juan IV de Etiopía compró tierra al sur de la antigua ciudad de Jerusalén y en 1893, después de la muerte de Juan en 1889, se comenzó la construcción de los edificios. La iglesia fue completada en 1901 bajo el emperador Menelik II.

## Descripción
La iglesia Kidane Mehret de Jerusalén tiene forma redonda con cúpula que alcanza una altura de unos 30 m.
El interior está formado de tres partes concéntricas. La parte central, llamada el maqdas (መቅደስ) o santuario, donde sólo los sacerdotes y diáconos pueden entrar, contiene el tabot, sobre el que se celebra la eucaristía. La parte intermedia, la qiddist (ቅድስት) o parte santa, debería ser reservada para los que pueden recibir la santa comunión. La parte exterior, el qne majlet (ቅኔ ማሕሌት), sirve para los cantores y es accesible para todos.

## Otro monasterio etíope en Jerusalén

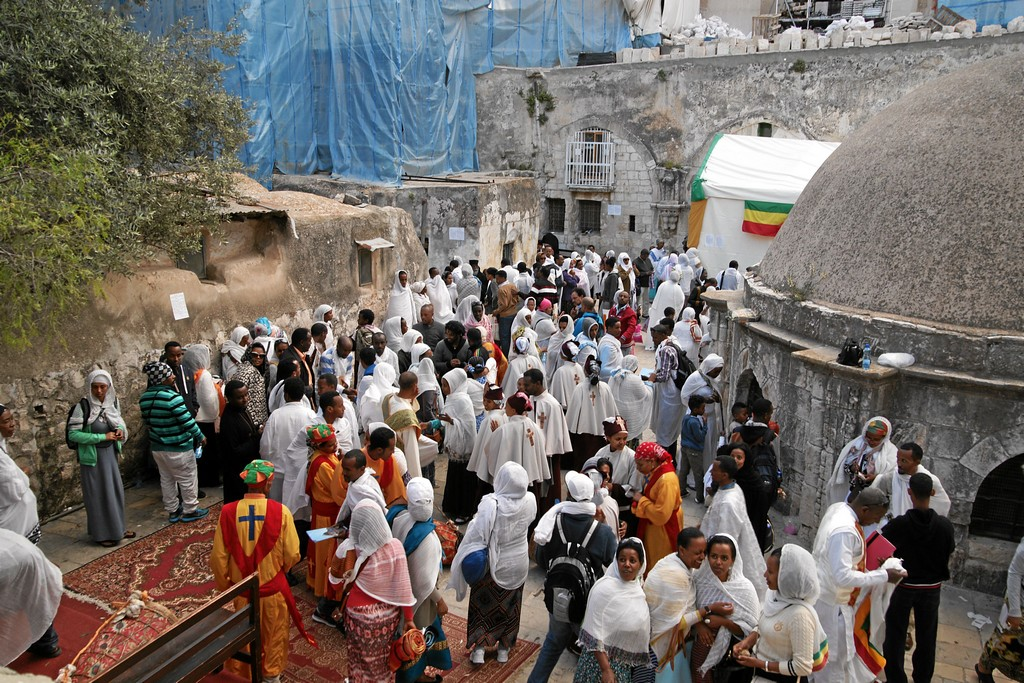
Pascua de Resurrección a Deir es-Sultan

Desde mucho tiempo antes de la fundación del monasterio Debre Genet, hay una presencia etíope en el techo de la capilla de Santa Elena de la iglesia del Santo Sepulcro en el monasterio llamado Deir es-Sultan, sometido a interminables litigios de propiedad entre la Iglesia etíope y la copta.